# Шпор, Луи
Луи́ (Лю́двиг) Шпор (нем. Louis (Ludwig) Spohr, 5 апреля 1784, Брауншвейг — 22 октября 1859, Кассель) — немецкий скрипач, композитор, дирижёр и педагог, один из первых представителей романтического стиля в музыке.

## Биография
Шпор родился в семье врача, который был также музыкантом-любителем и старался дать сыну хорошее образование. Рано проявив музыкальные способности, Шпор в возрасте шести лет начал учиться теории музыки у органиста Хартунга, затем — на скрипке у известного музыканта Мокура (нем.). Достигнув достаточных успехов, Шпор обратил на себя внимание герцога Брауншвейгского, который в 1799 году назначил его придворным музыкантом. Последним учителем Шпора был скрипач Мангеймской школы Франц Экк (сын трубача Георга Экка, сотрудничавшего с Моцартом); Экк существенно повлиял на Шпора, полностью перестроив его исполнительскую технику, и взял его с собой в продолжительную гастрольно-учебную поездку, финальной точкой которой стал в 1802 году Санкт-Петербург, где Шпор, в частности, был восхищён игрой Муцио Клементи и Джона Филда (от этой поездки остался подробный, красочный и наивный дневник 18-летнего музыканта, в дальнейшем обширными фрагментами включённый им в свои поздние воспоминания).
Затем Шпор начал гастролировать самостоятельно, везде имея большой успех. Первое своё концертное турне в качестве солиста Шпор предпринял в 1804 году. В 1812 году музыкант отправился в Вену, где получил место капельмейстера местной оперы, а затем побывал в Италии, где составил конкуренцию самому Никколо Паганини.
В 1816 году состоялась премьера важнейшей оперы Шпора — «Фауст» по роману Фридриха Клингера. Осмыслив оперные открытия Моцарта («Дон Жуан»), Шпор одним из первых соединил в опере инфернальную и религиозную сферы, создал демонический образ, применил лейтмотивную технику и, в конечном счёте, открыл (наряду с другими композиторами) историю немецкой романтической оперы. Смелую оперу Шпора не удалось поставить в Вене, её премьера состоялась в Сословном театре Праги под управлением Карла Марии фон Вебера.
Изобретатель скрипичного подбородника и, вероятно, дирижерской палочки.
С 1817 года Шпор работал музыкальным руководителем Франкфуртского городского театра, в 1820 году вместе со своей женой, арфисткой Дореттой Шпор (1778—1834), выступил в Лондоне. Два года спустя музыкант получил место придворного капельмейстера в Касселе, где и работал до самой смерти.

## Творчество
Наследие Шпора-композитора включает в себя большое количество произведений в различных жанрах: ему принадлежат девять опер, оратории, симфонии, мессы, кантаты, камерные сочинения. Наибольшей популярностью пользуются 15 его концертов для скрипки с оркестром, а также четыре концерта для кларнета, посвящённые Иоганну Симону Хермштедту. Шпор считался также одним из лучших скрипачей своего времени, его исполнение отличалось большой технической виртуозностью и глубокой выразительностью.

## Основные произведения

### Оперы
- Испытание (Die Prüfung, 1806)
- Альруна, королев сов (Alruna, die Eulenkönigin, 1808)
- Поединок с возлюбленной (Der Zweikampf mit der Geliebten, 1811)
- Фауст (1816; нов. редакция 1852)
- Земира и Азор (1819)
- Йессонда (Jessonda, 1823)
- Горный дух (Der Berggeist, 1825)
- Пьетро из Альбано (1827)
- Алхимик (Der Alchimist, 1830)
- Крестоносцы (Die Kreuzfahrer, 1845)

### Произведения для голосов, хора и оркестра

#### Оратории
- Страшный суд (Das jüngste Gericht, 1812)
- Последние деяния (Die letzen Dinge, 1826)
- Последние часы Спасителя (Des Heilands letze Stunden, 1835)
- Падение Вавилона (Des Fall Babylons, 1842)

- Отче наш (Vater unser) — месса на слова Ф. Г. Клопштока
- Освобождённая Германия (Das befreite Deutschland) — сценическая кантата (1814)

### Для оркестра
10 симфоний, из которых:
- 4-я — Святость звуков (Die Weihe der Töne, 1832)
- 6-я — Историческая (Historische, 1839)
- 7-я — Земное и божественное в жизни человека (Irdisches und Göttliches im Menschenleben, для 2-х оркестров, 1841)
- 9-я — Времена года (Die Jahreszeiten, 1850)

3 увертюры, в том числе, увертюра к трагедии «Макбет» Шекспира

### Концерты для инструментов
- 18 концертов для скрипки, включая три неопубликованных при жизни композитора (1799—1844)[6]
- 4 концерта для кларнета (1808-44)
- Концерт для струнного квартета и оркестра (1845)
- Концерт для арфы и оркестра

### Камерно-инструментальные ансамбли
- 3 сонаты для скрипки и фортепиано
- 15 дуэтов для 2-х скрипок
- 5 фортепианных трио (1841-47)
- 36 струнных квартетов
- 4 двойных квартета (1823-47)
- 3 фортепьянных квинтета (1820, 1845, 1853)
- 7 струнных квинтетов
- Фортепьянный секстет (1848)
- Струнный секстет (1848)
- Септет (для флейты, кларнета, валторны, фагота, скрипки, виолончели и фортепиано)
- Октет (для скрипки, 2 альтов, виолончели, кларнета 2 валторн и контрабаса)
- Нонет (для скрипки, альта, виолончели, флейты, гобоя, кларнета, валторны, фагота и контрабаса, 1813)

Пьесы для фортепиано, 2 фантазии для арфы
Для хора — кантаты, псалмы, хоры.
Для голоса с фортепиано — около 100 песен, в том числе песни на тексты И. В. Гёте: Гретхен за прялкой (Gretchen am Spinnrade, 1809), Миньона (1815) и др.

## В астрономии
В честь главной героини оперы Луи Шпора «Йессонда» назван астероид (549) Джессонда, открытый в 1904 году.